# 50 mètres nage libre masculin aux Jeux olympiques d'été de 2012
Navigation
Pékin 2008 Rio de Janeiro 2016
L'épreuve de 50 m nage libre hommes des Jeux olympiques d'été de 2012 a lieu les 2 et 3 août au London Aquatics Centre.

## Qualification
Pour participer à cette épreuve, les temps de qualification étaient de 22 s 11 pour le temps de qualification olympique (TQO) et de 22 s 88 pour le temps de sélection olympique (TSO) qui devaient être effectués entre le 1er mars 2011 et le 18 juin 2012. Un comité national olympique (CNO) pouvait inscrire 2 nageurs s'ils faisaient le TQO et 1 nageur s'il effectuait le TSO. Les CNO pouvaient inscrire des nageurs indépendamment du temps (1 nageur par sexe sur l'ensemble des épreuves) s'ils n'avaient pas de nageurs qui avaient réussi les temps de qualification nécessaires.

## Records
Avant cette compétition, les records dans cette discipline étaient les suivants :
| Record du monde  | 20 s 91 | César Cielo | Brésil | 18 décembre 2009 | São Paulo (Brésil) | ,     |
| Record olympique | 21 s 30 | César Cielo | Brésil | 16 août 2008     | Pékin (Chine)      | [ 4 ] |

## Médaillés
| Or               | Argent       | Bronze      |
| Florent Manaudou | Cullen Jones | César Cielo |

## Résultats

### Finale (3 août au soir)
| Rang                                | Ligne | Nom              | Nationalité       | Temps   | Notes |
| ----------------------------------- | ----- | ---------------- | ----------------- | ------- | ----- |
| Médaille d'or, Jeux olympiques      | 7     | Florent Manaudou | France            | 21 s 34 |       |
| Médaille d'argent, Jeux olympiques  | 5     | Cullen Jones     | États-Unis        | 21 s 54 |       |
| Médaille de bronze, Jeux olympiques | 4     | César Cielo      | Brésil            | 21 s 59 |       |
| 4                                   | 6     | Bruno Fratus     | Brésil            | 21 s 61 |       |
| 5                                   | 3     | Anthony Ervin    | États-Unis        | 21 s 78 |       |
| 6                                   | 8     | Roland Schoeman  | Afrique du Sud    | 21 s 80 |       |
| 7                                   | 2     | George Bovell    | Trinité-et-Tobago | 21 s 82 |       |
| 8                                   | 1     | Eamon Sullivan   | Australie         | 21 s 98 |       |

### Demi-finales (2 août au soir)

#### Demi-finale 1
| Rang | Ligne | Nom              | Nationalité    | Temps   | Notes |
| ---- | ----- | ---------------- | -------------- | ------- | ----- |
| 1    | 3     | Cullen Jones     | États-Unis     | 21 s 54 | Q     |
| 1    | 4     | César Cielo      | Brésil         | 21 s 54 | Q     |
| 3    | 5     | Anthony Ervin    | États-Unis     | 21 s 62 | Q     |
| 4    | 8     | Eamon Sullivan   | Australie      | 21 s 88 | Q     |
| 5    | 7     | Gideon Louw      | Afrique du Sud | 21 s 92 |       |
| 6    | 2     | James Magnussen  | Australie      | 22 s 00 |       |
| 7    | 1     | Krisztián Takács | Hongrie        | 22 s 01 |       |
| 8    | 6     | Andrii Govorov   | Ukraine        | 22 s 12 |       |

#### Demi-finale 2
| Rang | Ligne | Nom               | Nationalité       | Temps   | Notes |
| ---- | ----- | ----------------- | ----------------- | ------- | ----- |
| 1    | 5     | Bruno Fratus      | Brésil            | 21 s 63 | Q     |
| 2    | 4     | George Bovell     | Trinité-et-Tobago | 21 s 77 | Q     |
| 3    | 2     | Florent Manaudou  | France            | 21 s 80 | Q     |
| 4    | 3     | Roland Schoeman   | Afrique du Sud    | 21 s 88 | Q     |
| 5    | 6     | Andrey Grechin    | Russie            | 21 s 98 |       |
| 6    | 7     | Luca Dotto        | Italie            | 22 s 09 |       |
| 7    | 1     | Brent Hayden      | Canada            | 22 s 12 |       |
| 8    | 8     | Norbert Trandafir | Roumanie          | 22 s 30 |       |

### Séries (2 août le matin)
| Rang | Série | Ligne | Nom                    | Nationalité                     | Temps   | Notes |
| ---- | ----- | ----- | ---------------------- | ------------------------------- | ------- | ----- |
| 1    | 6     | 3     | George Bovell          | Trinité-et-Tobago               | 21 s 77 | Q     |
| 2    | 8     | 4     | César Cielo            | Brésil                          | 21 s 80 | Q     |
| 3    | 8     | 5     | Bruno Fratus           | Brésil                          | 21 s 82 | Q     |
| 4    | 6     | 4     | Anthony Ervin          | États-Unis                      | 21 s 83 | Q     |
| 5    | 7     | 1     | Roland Schoeman        | Afrique du Sud                  | 21 s 92 | Q     |
| 6    | 7     | 4     | Cullen Jones           | États-Unis                      | 21 s 95 | Q     |
| 7    | 6     | 5     | Andrey Grechin         | Russie                          | 22 s 09 | Q     |
| 7    | 7     | 7     | Andrii Govorov         | Ukraine                         | 22 s 09 | Q     |
| 7    | 8     | 3     | Florent Manaudou       | France                          | 22 s 09 | Q     |
| 10   | 7     | 5     | James Magnussen        | Australie                       | 22 s 11 | Q     |
| 11   | 8     | 6     | Luca Dotto             | Italie                          | 22 s 12 | Q     |
| 11   | 8     | 7     | Gideon Louw            | Afrique du Sud                  | 22 s 12 | Q     |
| 13   | 8     | 8     | Brent Hayden           | Canada                          | 22 s 15 | Q     |
| 14   | 6     | 6     | Krisztián Takács       | Hongrie                         | 22 s 19 | Q     |
| 15   | 6     | 8     | Norbert Trandafir      | Roumanie                        | 22 s 22 | Q, NR |
| 16   | 7     | 3     | Eamon Sullivan         | Australie                       | 22 s 27 | Q     |
| 17   | 6     | 2     | Stefan Nystrand        | Suède                           | 22 s 32 |       |
| 18   | 7     | 6     | Amaury Leveaux         | France                          | 22 s 35 |       |
| 19   | 7     | 2     | Marco Orsi             | Italie                          | 22 s 36 |       |
| 20   | 6     | 7     | Adam Brown             | Grande-Bretagne                 | 22 s 39 |       |
| 21   | 8     | 2     | Sergei Fesikov         | Russie                          | 22 s 42 |       |
| 22   | 5     | 3     | Jasper Aerents         | Belgique                        | 22 s 43 |       |
| 23   | 6     | 1     | Hanser Garcia          | Cuba                            | 22 s 45 |       |
| 24   | 4     | 4     | Roy Burch              | Bermudes                        | 22 s 47 |       |
| 25   | 7     | 8     | Ari-Pekka Liukkonen    | Finlande                        | 22 s 57 |       |
| 26   | 5     | 1     | Yang Shi               | Chine                           | 22 s 64 |       |
| 27   | 5     | 4     | David Dunford          | Kenya                           | 22 s 72 |       |
| 28   | 5     | 7     | Mario Todorovic        | Croatie                         | 22 s 75 |       |
| 29   | 4     | 5     | Barry Murphy           | Irlande                         | 22 s 76 |       |
| 30   | 8     | 1     | Ioannis Kalargaris     | Grèce                           | 22 s 80 |       |
| 31   | 5     | 8     | Arni Mar Arnason       | Islande                         | 22 s 81 |       |
| 32   | 5     | 5     | Brett Fraser           | Îles Caïmans                    | 22 s 91 |       |
| 33   | 5     | 6     | Kacper Majchrzak       | Pologne                         | 23 s 00 |       |
| 34   | 4     | 3     | Shehab Younis          | Égypte                          | 23 s 16 |       |
| 35   | 5     | 2     | Federico Grabich       | Argentine                       | 23 s 30 |       |
| 36   | 4     | 6     | Luke Hall              | Swaziland                       | 23 s 48 |       |
| 37   | 4     | 2     | Kareem Ennab           | Jordanie                        | 24 s 09 |       |
| 38   | 4     | 7     | Chakyl Pfiffer Camal   | Mozambique                      | 24 s 43 |       |
| 39   | 4     | 1     | Rahman Md Mahfizur     | Bangladesh                      | 24 s 64 |       |
| 40   | 3     | 6     | Kerson Hadley          | Micronésie                      | 24 s 82 |       |
| 41   | 3     | 4     | Adama Ouedraogo        | Burkina Faso                    | 25 s 26 |       |
| 42   | 4     | 8     | Zachary Payne          | Îles Cook                       | 25 s 26 |       |
| 43   | 3     | 5     | Emile Bakale           | Congo                           | 25 s 62 |       |
| 44   | 3     | 2     | Kouassi Brou           | Côte d'Ivoire                   | 25 s 82 |       |
| 45   | 3     | 3     | Tolga Akcayli          | Saint-Vincent-et-les-Grenadines | 26 s 27 |       |
| 46   | 3     | 1     | Giordan Harris         | Îles Marshall                   | 26 s 88 |       |
| 47   | 3     | 8     | Prasiddha Jung Shah    | Népal                           | 26 s 93 |       |
| 48   | 3     | 7     | Ponloeu Hemthon        | Cambodge                        | 27 s 03 |       |
| 49   | 2     | 2     | Abdourahman Osman      | Djibouti                        | 27 s 25 |       |
| 50   | 2     | 6     | Mohamed Elkhedr        | Soudan                          | 27 s 26 |       |
| 51   | 2     | 3     | Ching Wei              | Samoa américaines               | 27 s 30 |       |
| 52   | 2     | 7     | Jackson Niyomugabo     | Rwanda                          | 27 s 38 |       |
| 53   | 2     | 5     | Ganzi Mugula           | Ouganda                         | 27 s 58 |       |
| 54   | 2     | 4     | Paul Edingue Ekane     | Cameroun                        | 27 s 87 |       |
| 55   | 1     | 5     | Christian Nassif       | République centrafricaine       | 28 s 04 |       |
| 56   | 1     | 4     | Phathana Inthavong     | Laos                            | 28 s 17 |       |
| 57   | 2     | 1     | Mulualem Girma Teshale | Éthiopie                        | 28 s 99 |       |
| 58   | 1     | 3     | Wilfried Tevoedjre     | Bénin                           | 29 s 77 |       |